# Malcom Ferdinand
Malcom Djama Ferdinand ou simplesmente Malcom Ferdinand (1985) é um engenheiro ambiental francês, doutor em ciência política pela Universidade Paris VII e pesquisador do Centre national de la recherche scientifique que estuda a interação entre o colonialismo e as problemáticas ambientais a partir da realidade do Caribe.

## Biografia
Nascido em 1985 na França continental, Malcom Ferdinand viveu sua infância e adolescência em Martinique até seus dezoito anos. Durante seus estudos em engenharia civil na University College London, ele se especializou em engenharia ambiental em meio à um intercâmbio de um ano na Austrália.
Após seis meses de missão humanitária em Darfur (Sudão), ele chegou à conclusão que seus conhecimentos técnicos não eram suficientes para lidar com os problemas ecológicos. Ele decide então começar um mestrado em filosofia e ciência política na Universidade Paris VII, onde ele defende sua monografia Penser l’écologie depuis le monde caribéen (Pensar a ecologia a partir do mundo caribenho).

## Publicação
Ele publicou seu primeiro livro Une écologie décoloniale (Uma ecologia decolonial) pela éditions du Seuil em 2019. No livro ele explica as relações entre a ecologia e o colonialismo retraçando a luta anticolonialistas e as lutas dos Marons sob o ângulo da ecologia. Ele aborda a noção de antropoceno sob o angulo da história do colonialismo. O livro foi premiado pela Fondation de l'écologie politique.
O pensamento de Ferdinand exposto na tese que deu origem ao livro "Ecologia Decolonial" é bastante influenciado por Aimé Césaire, Hannah Arendt, Jacques Rancière, Bruno Latour, Ulrich Beck, Michel Serres, Édouard Glissant.
Em 2022, a sua obra foi traduzida para o português do Brasil como "Ecologia Decolonial: Pensar a partir do mundo caribenho" e publicada pela Ubu Editora.